# RMS Celtic (1901)
RMS Celtic var en brittisk oceanångare ägd av White Star Line som byggdes för rutten Liverpool-New York. Fartyget var det första i en klass av passagerarfartyg på över 20 000 ton kallad "de fyra stora".

## Historia
Celtic sjösattes den 4 april 1901 på Harland & Wolffs varv i Belfast och gav sig ut på sin jungfrufärd från Liverpool till New York den 26 juli samma år. Fartyget visade sig väldigt populärt bland resande, i synnerhet emigranter och tog det största antalet passagerare dittills i linjens historia. Under första världskriget konverterades Celtic till hjälpkryssare men på grund av sin höga bränslekonsumtion  fick hon istället tjäna som trupptransport. Celtic återlämnades till rederiet i mars 1916 och återdirigerades till den transatlantiska rutten. År 1917 gick Celtic på en mina utanför Isle of Man och explosionen kostade 17 människor livet, men fartyget lyckades hålla sig flytande. I mars följande år torpederades hon av en tysk ubåt i irländska sjön med 6 dödsoffer som följd. Det skadade fartyget bogserades till Liverpool för reparationer. Den 10 december 1928 gick Celtic på grund utanför den irländska kusten och kunde inte dras loss varför hon skrotades på platsen.

## Galleri

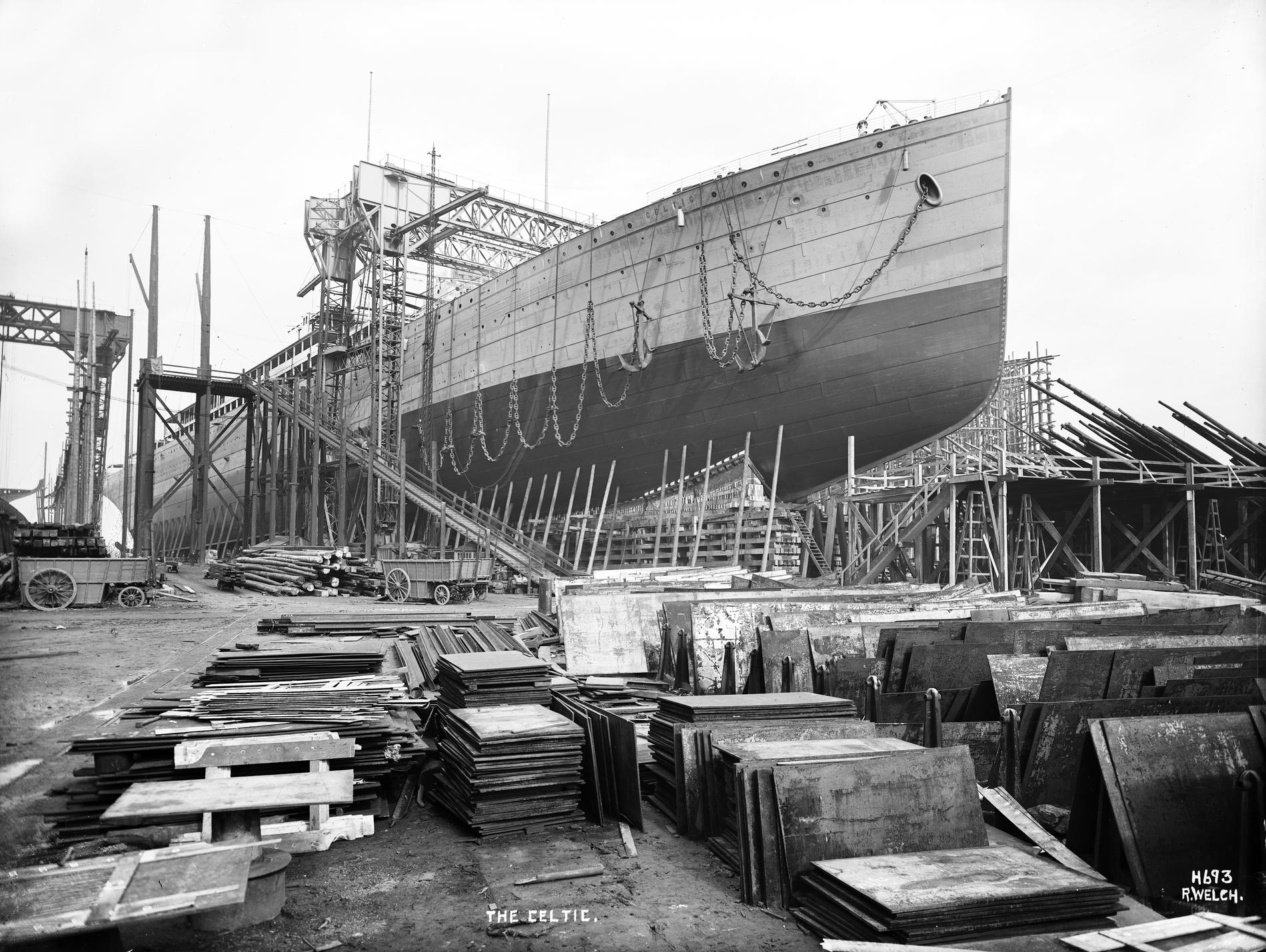
RMS Celtic på stapelbädden.
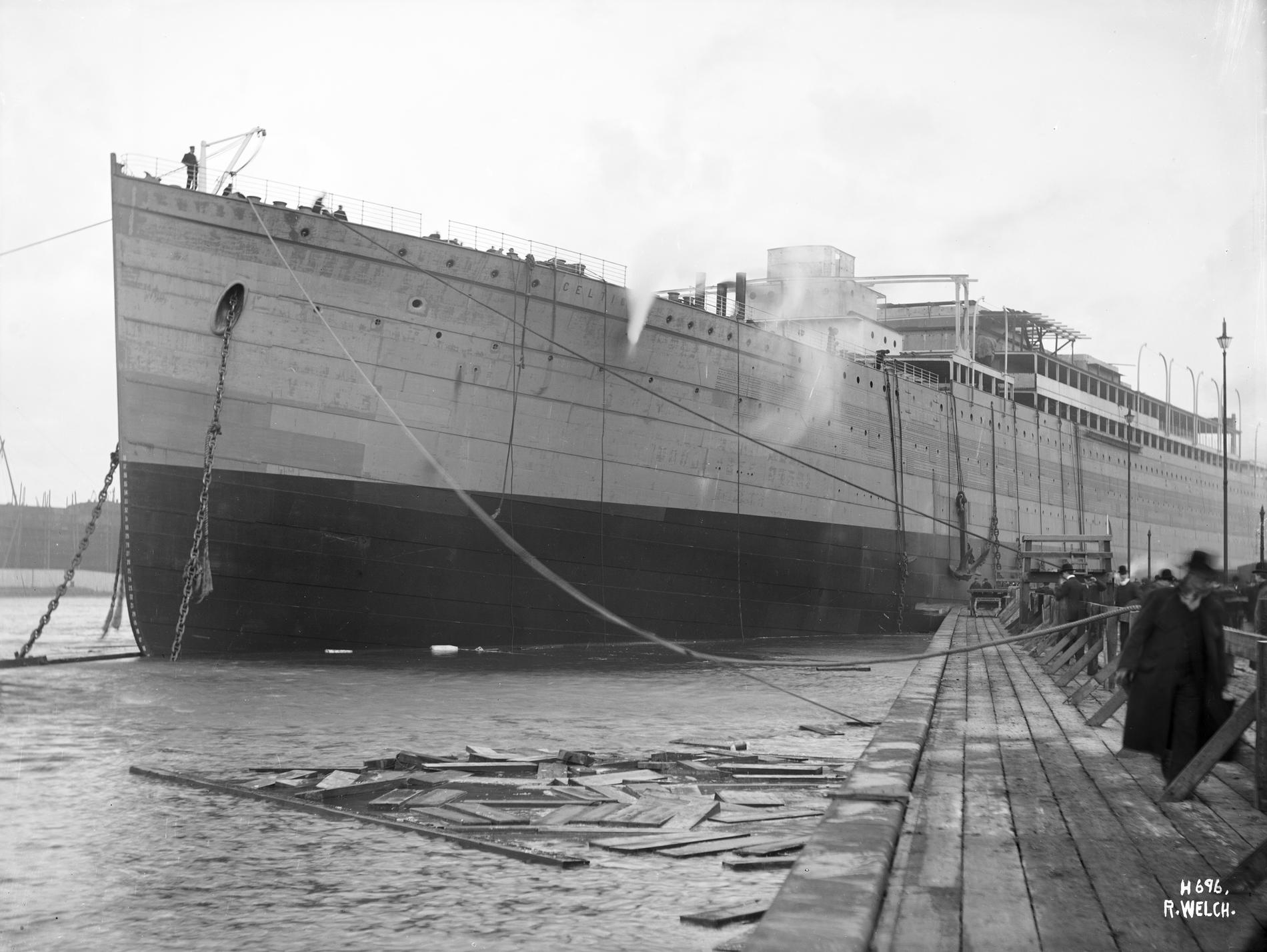
RMS Celtic efter sjösättningen.